# Демократический фронт освобождения Палестины
Демократи́ческий фронт освобожде́ния Палести́ны (ДФОП; араб. الجبهة الديمقراطية لتحرير فلسطين‎, эль-Джабха эд-Дӣмӯк̣ра̄т̣ийя ли-Тах̣рӣр Филаст̣ӣн) — палестинская марксистско-ленинистская и маоистская политическая и военная организация. Её название часто сокращают до «Демократический фронт» (араб. الجبهة الديموقراطية‎). Является членом Организации освобождения Палестины (ООП). Имеет боевое крыло, ведущее вооружённую борьбу против Израиля — Бригады национального сопротивления. До 1999 года ДФОП был признан ООН и США террористической организацией, и по-прежнему считается таковой в Израиле.

## История

### Формирование

Бессменный фронтмен ДФОП Наиф Хаватме. 16 марта 2018

В 1969 году левая фракция Народного фронта освобождения Палестины (НФОП) отделилась от него, образовав Народно-демократический фронт освобождения Палестины (НДФОП). Новую организацию возглавил Наиф Хаватме, бывший до этого лидером маоистского течения в НФОП.
В мае—июне 1969 года в НДФОП влились Левая революционная лига и Палестинская народно-освободительная организация. 1974 году НДФОП изменил название на Демократический фронт освобождения Палестины (ДФОП).
Официальным печатным органом ДФОП становится журнал «Аль-Хуррийя» («Свобода»).

### Идеология
ДФОП, руководствуясь марксистско-ленинскими принципами, считал, что вооруженная борьба, ведущаяся на захваченных Израилем территориях и распространяющаяся на израильские города, вместе с демонстрациями и забастовками, сформирует динамику «народной борьбы», которая в итоге приведет к палестинской революции. В политическом плане организация изначально ориентировалась на Китай, вместе с тем сотрудничая с СССР. В КГБ, согласно архиву Митрохина, ДФОП имел кодовое обозначение «Школа», а его глава Наиф Хаватме обозначался как «Инженер». После распада СССР ДФОП продолжил отношения с постсоветской Россией.

### Ранний период (1970—1974)
1 сентября 1970 года НДФОП совершил покушение на короля Иордании Хусейна ибн Талала. Ответные действия иорданской армии против палестинских боевиков переросли в войну, где Иордании противостояла ООП, поддержанная вторгшейся в Иорданию Сирией. В ходе «чёрного сентября» 1970 года погибло не менее 4 тыс. палестинских боевиков, и порядка 150 000 палестинцев были изгнаны из Иордании; ООП пришлось перенести свои базы в Ливан.
В 1970-е годы НДФОП организовывал вооружённые нападения как на военных, так и на мирных граждан на территории Израиля. Наибольшую известность из этих акций получила Резня в Маалоте (1974), где было убито 29 человек (в основном — детей, находившихся в школе).

### Между ФАТХ и «Фронтом отказа»
В середине 1970-х ДФОП оказывает поддержку «Программе десяти пунктов». Этот документ был принят в 1974 году Палестинским национальным советом после лоббирования ФАТХ и ДФОП, осторожно продвигавших внутри Организации освобождения Палестины (ООП) концепцию «два государства для двух народов». Это стало причиной раскола в ООП и привело к формированию «Фронта отказа», в который вошли радикальные организации, включая НФОП, НФОП—ГК, Палестинский фронт освобождения (ПФО) и другие группы, оппозиционные Арафату и умеренному курсу ООП.
В 1978 году ДФОП расходится с Арафатом по нескольким вопросам и присоединяется к «Фронту отказа». Участие в этом фронте продолжается до примирения фракционной дискуссии внутри ООП. В этой напряженной ситуации, приведшей к восстанию ФАТХ 1983 года (во время гражданской войны в Ливане), ДФОП предложил посредничество, чтобы предотвратить поддержанное сирийцами формирование конкурирующей с ФАТХ группировки под руководством Саида аль-Мураха (Абу Муса) — ФАТХ аль-Интифада. Усилия ДФОП, в конечном счёте, потерпели неудачу, и ООП оказалась втянута в гражданскую войну.

### Застой 1980-х годов
С начала 1980-х годов ДФОП начинает рассматриваться в качестве наиболее просоветской и прокитайской организацией внутри ООП. Распад Советского Союза и рост исламистских тенденций в палестинском обществе в течение 1990-х годов уменьшает популярность и политическое влияние ДФОП. Кроме того, китайский лидер Дэн Сяопин в этот период начинает сокращать поддержку революционных движений за границей. Это было сделано с целью улучшения торговых и политических отношений с Западом. ДФОП продолжает осторожную поддержку Арафата, который пытается начать переговоры с Израилем. Однако этот вопрос вызвал внутри организации дискуссию.
Первая интифада (1987—1993) вызвала изменение палестинской политики по отношению к оккупированным палестинским территориям, что создало серьёзные препятствия для деятельности ДФОП, созданной в значительной степени на основе диаспоры. С быстрым ростом исламистских и религиозных групп (таких, например, как ХАМАС в 1980-е годы) ДФОП практически полностью потеряла поддержку среди палестинской молодёжи, а трения внутри самой организации по поводу путей её дальнейшего развития серьёзно затруднили принятие политических решений.

### Раскол 1991 года
В 1991 году в ДФОП произошёл раскол. Фракция меньшинства, возглавляемая Ясером Абед Раббо (который стал близок к Ясиру Арафату), являлась сторонником Мадридских переговоров, итогом которых стало создание ограниченной Палестинской автономии на Западном берегу реки Иордан и секторе Газа. После начавшейся в Советском Союзе гласности и падения Берлинской стены эта группа считала необходимым изменение политического курса, меньшего фокусирования внимания на марксизме и вооружённой борьбе, а также выступала за демократизацию палестинского общества. После выхода из ДФОП Абед Раббо образовал Палестинский демократический союз (ПДС), став официальным советником Арафата.
В период раскола поступали сообщения о столкновениях между разными фракциями ДФОП в Сирии. Штаб-квартира организации в Дамаске, где находился Хаватме, была способна удержать свой заграничный бранч. Однако большая часть организации в Палестине, в основном на Западном Берегу, перешла в ПДС.

### Период переговоров в Осло
ДФОП под руководством Хаватме присоединился к «группам отказа» из Альянса палестинских сил (АПС), негативно настроенных к Декларации принципов, подписанной с Израилем в 1993 году. По мнению «отказников», переговоры, которые велись в Осло, антидемократичны, так как отстраняют Организацию освобождения Палестины от принятия решений и лишают палестинцев их законных прав. Но, в противоположность другим членам Альянса, они не выступали против позиции «два народа — два государства» как таковой. В дальнейшем Демократический фронт вместе с НФОП в силу идеологических различий разорвал отношения с АПС. С середины 1990-х годов внутри ДФОП существует небольшое течение, выступающее за слияние с НФОП.
В 1999, во время переговоров в Каире, ДФОП и НФОП одобрили сотрудничество с руководством ООП в вопросе о переговорах с Израилем. Впоследствии представители ДФОП участвовали в неудачных переговорах в Кэмп-Дэвиде в июле 2000 года.

### Вторая интифада
В «Интифаде Аль-Акса», начавшейся в 2000 году, Демократический фронт был уже не способен обозначить своё присутствие. Руководство организации базировалось в Дамаске, а большинство ДФОП в Палестинской автономии после раскола вошло в состав ПДС. Вооружённые силы Демократического фронта приходили в упадок с 1993 года, когда было принято решение о прекращении огня между ООП и Израилем, которое организация поддержала, несмотря на своё несогласие с соглашениями в Осло.
С началом Второй интифады ДФОП осуществила в Израиле несколько терактов. Например, 25 августа 2001 года была совершена атака на военную базу в секторе Газа, в результате которой были убиты три израильских солдата и ещё семь ранены. Однако военные возможности Демократического фронта оставались достаточно ограниченными, и переключение внимания на вооружённую борьбу в период интифады ещё больше ослабило организацию.
В итоге ДФОП свернула всю свою военную деятельность на оккупированных территориях и публично выступила против атак на кого-либо в пределах Зелёной линии, заявив, что палестинцы должны бороться лишь с оккупантами, но не с гражданским населением Израиля.
11 сентября 2001 года было получено анонимное сообщение о том, что ДФОП берёт на себя ответственность за эти террористические акты. Наиф Хаватме немедленно опроверг эту информацию и осудил теракты в Нью-Йорке.

### Последующие события
25 августа 2007 года боевики Комитетов народного сопротивления и ДФОП попытались проникнуть из Газы в израильский посёлок Нетив-ха-Асара и были убиты израильской армией.
Вооруженное крыло ДФОП, Национальные бригады сопротивления, подтвердили свое участие в нападении на Израиль 7 октября 2023 года под руководством ХАМАС.

## Политическое влияние
На президентских выборах в Палестинской автономии в 2005 году Демократический фронт выдвинул собственного кандидата, Тайсира Халида, набравшего 3,35 % голосов. Организация участвовала в неудачных переговорах с НФОП и Палестинской народной партией о выдвижении единого левого кандидата. На муниципальных выборах в Палестинской автономии, проходивших в декабре 2004 — сентябре 2005 года, ДФОП сумел завоевать всего одно место.
На выборах 2006 года в Палестинский законодательный совет Демократический фронт участвовал в едином списке, названном «Альтернатива». В него вошли также представители Палестинского демократического союза, Палестинской народной партии и независимые кандидаты. Этот список возглавил исторический лидер ДФОП Каис Абдель Карим (Абу Лейла). Блок набрал всего 2,8 % голосов избирателей и получил два места в Совете из 132.
ДФОП по-прежнему имеет существенный вес в рамках ООП: по традиции эта организация является третьей крупнейшей группой внутри ООП после ФАТХ и НФОП, и с момента последних выборов 1988 года в Палестинский национальный совет (ПНС) она управляет многими важными секторами в ООП. В последующие годы ООП постепенно сдаёт позиции по сравнению с Палестинской национальной администрацией (ПНА), однако её считают в большей степени представляющей интересы палестинского народа, и поэтому восстановление конституционного превосходства ООП над ПНА в условиях постоянной вражды в палестинском обществе весьма вероятно.

## География политического влияния
ДФОП наиболее активен среди палестинцев в Сирии и Ливане, имеет небольшое присутствие на Западном Берегу и в секторе Газа. Иорданское отделение ДФОП образовало отдельную политическую организацию — Иорданскую демократическую народную партию, поэтому ДФОП не очень активна на местной политической арене.
ДФОП привлекает в настоящее время в основном представителей «среднего класса» палестинцев с достаточно свободными и светскими взглядами, а также палестинских христиан, в основном, из Наблуса и Вифлеема.
Организация выпускает еженедельную газету в нескольких арабских странах — «Свобода».

## Внешние связи
ДФОП получает ограниченные финансовые и военные ресурсы из Сирии, где они активны в палестинских лагерях беженцев. В Сирии живёт и лидер ДФОП Наиф Хаватме.
С 1999 года ДФОП не входит в список террористических организаций, составленный правительством США, в список иностранных террористических организаций или список ООН.

## Террористические акции
| дата            | теракт |
| --------------- | --- |
| 10 февраля 1970 | Попытка захвата самолёта компании «Эль-Аль» в аэропорту Мюнхена с применением автоматического оружия и гранат. Серьёзные ранения получили 11 человек, в том числе британский журналист и командир экипажа Азриэль Коэн.                                                              |
| 15 мая 1974     | Резня в Маалоте: боевиками ДФОП убиты арабская женщина, еврей, его беременная жена и их четырёхлетний сын, а затем в школьном здании захвачены в заложники 105 школьников и 10 учителей. Всего убиты 29 человек, в том числе 22 школьника, ранены 70 человек (главным образом дети). |
| 19 ноября 1974  | Террористы, вооружённые автоматами Калашникова, осколочными гранатами, ножами и топором, прорвались на территорию Израиля со стороны иорданской границы и захватили в Бейт-Шеане жилой дом, в котором проживало более 60 человек. 21 человек ранен.                                  |
| июль 1977       | Предпринята серия незначительных диверсий в Израиле. |
| 13 января 1979  | Тремя террористами совершена попытка захвата «максимального количества заложников» в санатории г. Маалот; террористы уничтожены силами безопасности. |
| март 1979       | Минирование автобусов в Израиле. |
| март 1982       | Нападение террористов на израильский военный патруль в Газе. |
| февраль 1984    | В Иерусалиме взрывом гранаты ранен 21 человек. |
| 31 марта 1994   | Йосеф Зандани, 28 лет, из Бней-Аиша, был найден убитым в его квартире. Около тела был найдена листовка ДФОП. |